# Dag Ringsson
Dag Ringsson (n. 990) fue un caudillo vikingo de Oppland, Noruega en el siglo X. Su familia se desplazó a Suecia donde permaneció como noble al servicio del rey sueco Anund Jacobo. Dag era un hombre hábil en retórica y activo, impetuoso, valeroso pero no era hombre de mucho discernimiento.
En 1026, el rey Olaf II perdió la batalla de Helgeå, y en 1029 los nobles descontentos de Noruega se aliaron con Canuto el Grande de Dinamarca forzando a Olaf a escapar. Durante su exilio, el rey Olaf estuvo algún tiempo en la provincia sueca de Närke con Sigtrygg de Nerike, donde contactó con Dag en su propósito de recuperar el trono noruego.
Dag Ringsson fue miembro del séquito de Olaf II en la batalla de Stiklestad en 1030. Tras la caída del rey, Dag siguió batallando con un ejército de 1.200 hombres pero pronto se vio superado por el ejército de los bóndi que rápidamente obtuvo las riendas hacia la victoria obligándole a retirarse y dirigirse a Suecia. Dag no volvió a aparecer en la escena política noruega. Algunas fuentes interpretan que murió ese mismo año.

## Reyes de Hedmark
El abuelo también se llamaba Dag Ringsson (n. 936), pertenecían a una larga y tradicional dinastía de reyes de Hedmark. Según el escaldo islandés Snorri Sturluson, era hijo de Ring Haraldsson y por lo tanto descendiente directo de Harald I de Noruega.
Dos hijos de Dag gobernaron Hedmark en diarquía, Rørek y Ring Dagsson, también este último rey de Ringerike.